# Comuna Robeasca, Buzău
Robeasca este o comună în județul Buzău, Muntenia, România, formată din satele Moșești și Robeasca (reședința).

## Așezare
Comuna se află în Câmpia Română, în estul județului, la limita cu județul Brăila, pe malul stâng al râului Buzău. Ea este străbătută de șoseaua județeană DJ203K, un drum județean important, cu două segmente, din care Robeasca se află pe cel estic, de câmpie, care o leagă spre vest de-a lungul malului stâng al Buzăului de Vadu Pașii (DN2) și mai departe de Buzău, și spre est de Jirlău (județul Brăila).

## Demografie
Componența etnică a comunei Robeasca
     Români (91,88%)
     Alte etnii (0%)
     Necunoscută (8,12%)
Componența confesională a comunei Robeasca
     Ortodocși (91,45%)
     Alte religii (0,43%)
     Necunoscută (8,12%)
Conform recensământului efectuat în 2021, populația comunei Robeasca se ridică la 936 de locuitori, în scădere față de recensământul anterior din 2011, când fuseseră înregistrați 1.124 de locuitori. Majoritatea locuitorilor sunt români (91,88%), iar pentru 8,12% nu se cunoaște apartenența etnică. Din punct de vedere confesional, majoritatea locuitorilor sunt ortodocși (91,45%), iar pentru 8,12% nu se cunoaște apartenența confesională.

## Politică și administrație
Comuna Robeasca este administrată de un primar și un consiliu local compus din 9 consilieri. Primarul, Domnica Vlad[*], de la Partidul Social Democrat, este în funcție din 2004. Începând cu alegerile locale din 2024, consiliul local are următoarea componență pe partide politice:
|  | Partid                    | Consilieri | Componența Consiliului | Componența Consiliului | Componența Consiliului | Componența Consiliului | Componența Consiliului | Componența Consiliului |
|  | ------------------------- | ---------- | ---------------------- | ---------------------- | ---------------------- | ---------------------- | ---------------------- | ---------------------- |
|  | Partidul Social Democrat  | 6          |                        |                        |                        |                        |                        |                        |
|  | Partidul Național Liberal | 3          |                        |                        |                        |                        |                        |                        |

## Istorie
Comuna nu exista la sfârșitul secolului al XIX-lea. Satul Moșești era împărțit în Moșeștii Noi și Moșeștii Vechi, cătune ce erau arondate comunei Nisipurile din plasa Râmnicul de Jos a județului Râmnicu Sărat, comună ce avea 1302 locuitori. În comuna Nisipurile funcționau 2 școli cu 34 de elevi în total și 2 biserici — una la Moșeștii Vechi zidită în 1855 de locuitori și una în satul Nisipuri datând din 1851. Satul Robeasca nu figurează în Marele Dicționar Geografic al Romîniei, în schimb apare pe o hartă din 1897 a căilor de comunicaţii din judeţul Râmnicu Sărat, pe teritoriul comunei Slobozia-Galbenu din aceeași plasă.
În 1925, Anuarul Socec arată satul Robeasca drept unul din cele două sate ale comunei Slobozia-Galbenu, cu 1011 locuitori, în plasa Orașul a aceluiași județ. Același anuar prezintă satul Moșești ca fiind deja unificat și separat de comuna Nisipurile, făcând parte din aceeași plasă și având 1146 de locuitori. Comuna Robeasca a fost înființată în 1931, când a luat și componența actuală, făcând pe atunci parte tot din județul Râmnicu Sărat.
După al Doilea Război Mondial, comuna Nisipurile avea să dispară, satul său fiind mutat, în urma unor inundații, din vatra sa din lunca Buzăului în satul Horia. În 1950, comuna Robeasca a fost arondată raionului Buzău din regiunea Buzău și apoi (după 1952) din regiunea Ploiești. În 1968, s-a revenit la organizarea pe județe, dar județul Râmnicu Sărat nu a mai fost reînființat, comuna Robeasca trecând la județul Buzău.